# Новостав (Тернопольская область)
Новостав (укр. Новостав) — село в Шумской городской общине Кременецкого района Тернопольской области Украины.
До 2020 года входило в Шумский район.
Население по переписи 2001 года составляло 657 человек. Почтовый индекс — 47133. Телефонный код — 3558.